# Grâce Zaadi
Grâce Zaadi Deuna (ur. 7 lipca 1993 r. w Courcouronnes) – francuska piłkarka ręczna pochodzenia kameruńskiego, reprezentantka kraju, zawodniczka Metz Handball, występująca na pozycji środkowej rozgrywającej.
Na igrzyskach olimpijskich w 2016 roku w Rio de Janeiro zdobyła srebrny medal po porażce w finale z reprezentacją Rosji. W grudniu tego samego roku na mistrzostwach Europy w Szwecji zdobyła brązowy medal, wygrywając w meczu o trzecie miejsce reprezentację Danii. Rok później wywalczyła tytuł mistrzyni świata na mistrzostwach świata w Niemczech. W finale pokonała reprezentację Norwegii. W 2018 roku podczas mistrzostw Europy we Francji zdobyła złoty medal, wygrywając z reprezentacją Rosji.

## Sukcesy reprezentacyjne
- Igrzyska olimpijskie:
  -  2016
- Mistrzostwa świata:
  -  2017
- Mistrzostwa Europy:
  -  2018
  -  2016

## Sukcesy klubowe
- Puchar EHF:
  -  2012-2013 (Metz Handball)
- Mistrzostwa Francji:
  -  2012-2013, 2013-2014, 2015-2016, 2016-2017, 2017-2018 (Metz Handball)
  -  2014-2015 (Metz Handball)
- Puchar Francji:
  -  2012-2013, 2014-2015, 2016-2017 (Metz Handball)

## Odznaczenia
- Chevalier Orderu Legii Honorowej – 2021[3]
- Chevalier Orderu Narodowego Zasługi – 2016[4]